# Tubo traqueal

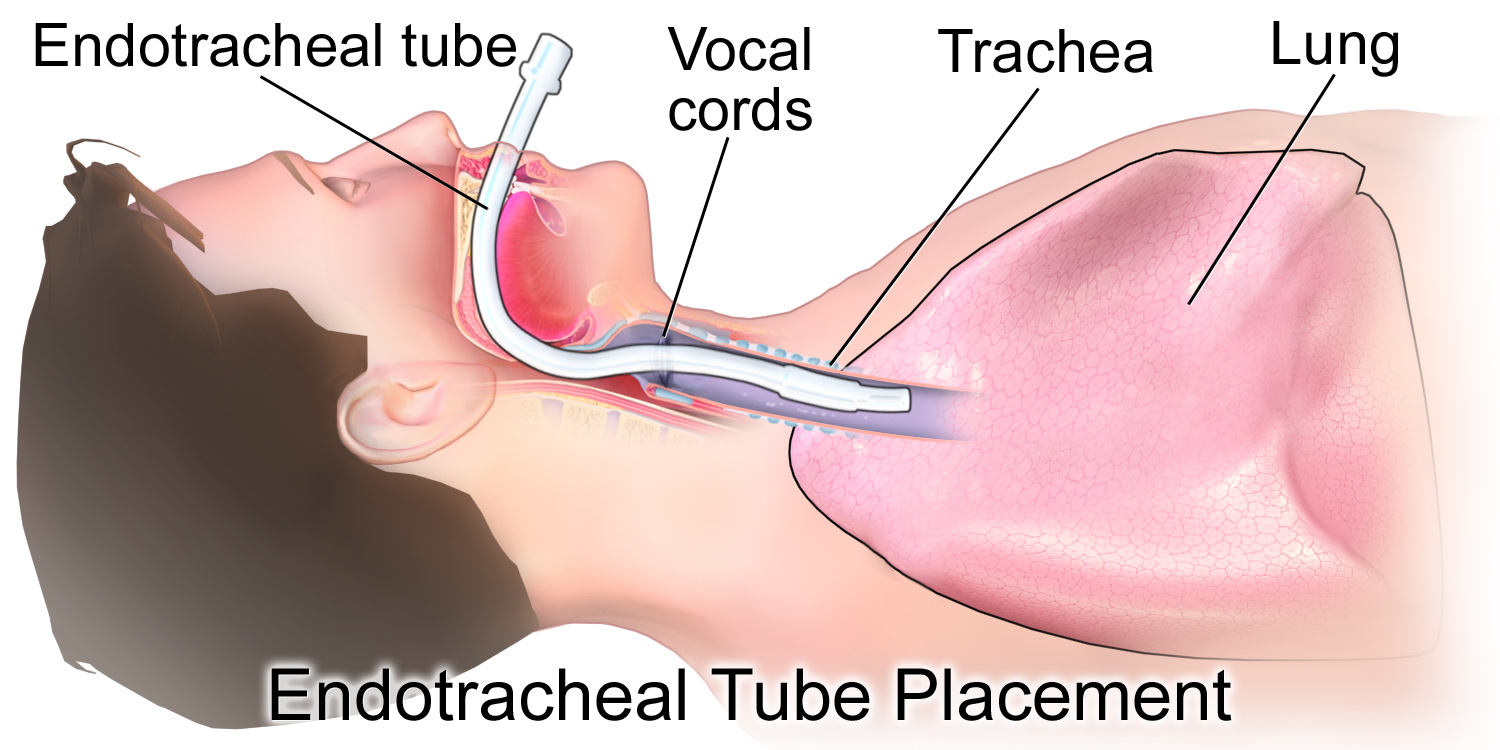

Un tubo traqueal es un catéter que se inserta en la tráquea con el propósito de establecer y mantener una vía aérea permeable y para asegurar el adecuado intercambio de O2 y CO2.
Existen diferentes tipos de tubos traqueales:
- Un tubo endotraqueal es un tipo específico de tubo traqueal que casi siempre se inserta a través de la boca (orotraqueal) o la nariz (nasotraqueal).
- Un tubo de traqueotomía es otro tipo de tubo traqueal; Se puede insertar este 2-3 pulgadas de largo (51 a 76 mm) de metal curvada o tubo plástico en un estoma de la traqueotomía para mantener un lumen de patentes.
- Un botón traqueal es una cánula de plástico rígido alrededor de 1 pulgada de longitud que se puede colocar después de la eliminación de un tubo de traqueotomía para mantener la permeabilidad del lumen.

## Aplicaciones
Los tubos traqueales son comúnmente utilizados para la gestión de las vías respiratorias en los ajustes de la anestesia general, cuidados críticos, la ventilación mecánica y medicina de urgencias. Los tubos traqueales se pueden utilizar también para suministrar oxígeno en concentraciones más altas que las encontradas en el aire, o para administrar otros gases tales como helio, óxido nítrico, óxido nitroso, xenón o ciertos agentes anestésicos volátiles, tales como desflurano, isoflurano o sevoflurano. Los tubos traqueales se pueden usar también como una vía para la administración de ciertos medicamentos, tales como salbutamol, atropina, epinefrina, ipratropio o lidocaína. 

### Tubo endotraqueal

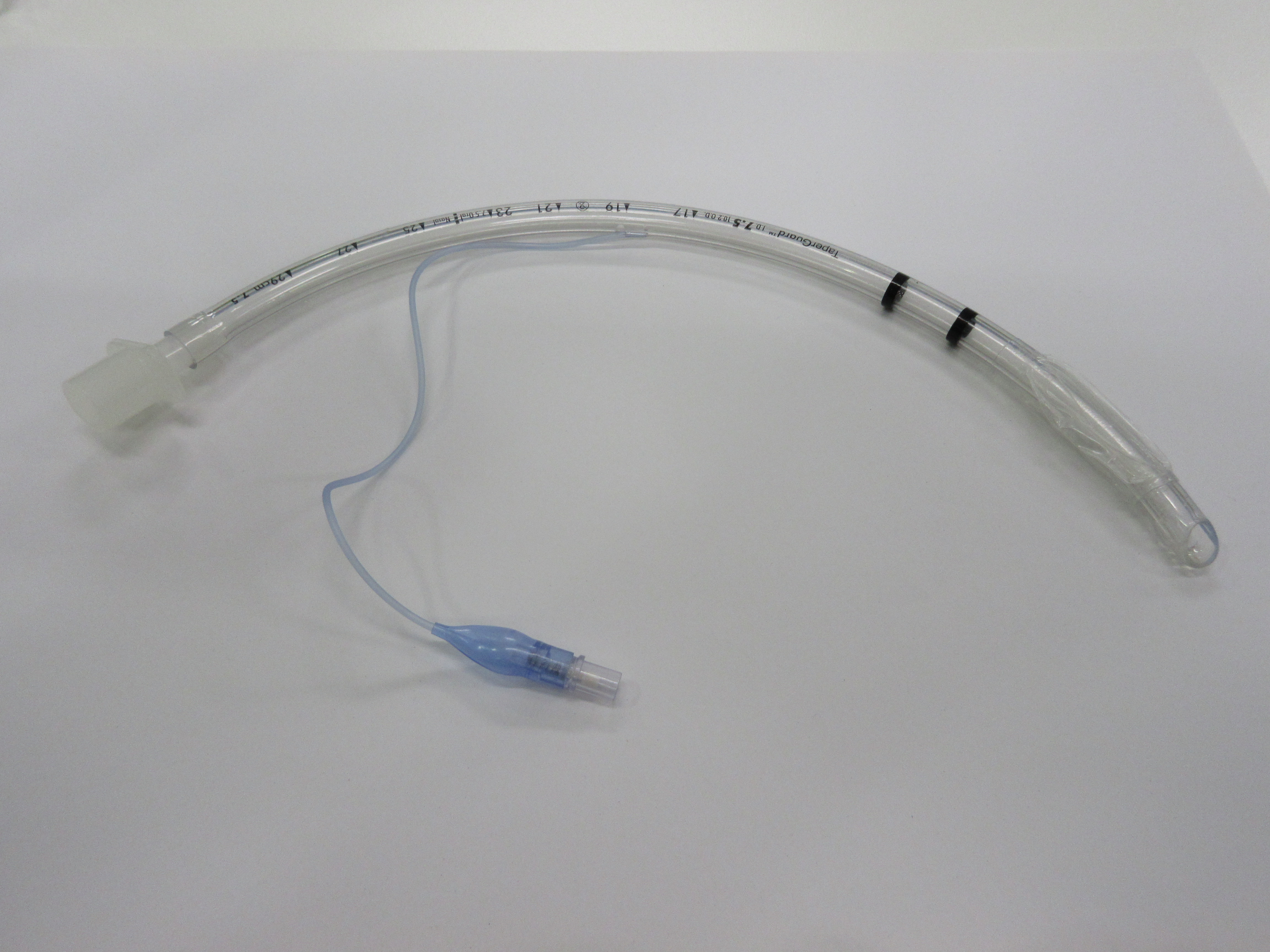
Tubo endotraqueal

La mayoría de los tubos endotraqueales hoy se construyen de policloruro de vinilo, pero también hay tubos especiales construidos de caucho de silicona, caucho de látex  o de acero inoxidable, y están ampliamente disponibles. La mayoría de los tubos tienen un manguito inflable para sellar la tráquea y los bronquios contra fugas de aire y la aspiración del contenido gástrico, sangre, secreciones, y otros fluidos. Los tubos sin manguito también están disponibles, aunque su uso se limita principalmente a pacientes pediátricos (en los niños pequeños el cartílago cricoides, la parte más estrecha de la vía aérea pediátrica, a menudo proporciona un sello adecuado para la ventilación mecánica).

### Botón traqueal
Un botón traqueal es utilizado generalmente por personas con severa apnea obstructiva del sueño, que a menudo usan este dispositivo durante las horas de vigilia y lo retiran cuando van a dormir para asegurar una vía aérea permeable y reducir el riesgo de asfixia. Puesto que el tubo no se extiende mucho en la tráquea, es fácil para respirar y hablar con el dispositivo en su sitio.